# عبد الرحيم بن الملجم الأزدي
أبو القاسم ابن الملجوم هو الحافظ المحدّث الفقيه عبد الرحيم بن عيسى بن يوسف بن عيسى بن علي بن يوسف بن عيسى بن قاسم بن عيسى بن محمد بن قبتروس بن مصعب بن عمير بن مصعب الأزدي، الفاسي، الملقب بابن الملجوم، ويكنّى أبا القاسم.

## نبذه عنه
قدم جده الأكبر مصعب بن خالد الأزدي إلى الأندلس فارّاً من بطش السَّفَّاح العباسي، وعاش هناك إلى أن اختطفه الموت، فلجأ ولده عمير إلى المولى إدريس الثاني بعد توليه الخلافة؛ فاستوزره وزوّجه من ابنته عاتكة، ولما بنى المولى إدريس مدينة فاس أنزله وقومه بعين عمير الموجودة إلى الآن والتي تحمل اسمه، فاستقر هناك مع قومه.
وانحدر من هذا البيت علماء أجلاء كان لهم باع كبير في نشر العلم، وتصدّر القضاء والفتوى وكانت لهم حظوة عند خلفاء عصرهم، ووضع بصمة خاصة ببني الملجوم، ويعود هذا اللقب إلى قاسم بن عيسى؛ حيث أطلق عليه بسبب لكنة كانت بلسانه استمر عليها من صغره؛ فلازم اللقب عقبه فيما كان سلفه يعرفون ببني مصعب.
وفي هذا البيت ولد مترجَمنا في شهر صفر سنة (524هـ) وفيه نشأ وأخذ العلم عن أبيه، وعمه أبي القاسم، وأبي عبد الله المعروف بالبغدادي الجياني(تـ.546هـ)، والإمام الحافظ المحدث أبي الفضل عياض بن موسى اليحصبي(تـ.544هـ)، وقرأ على عباد بن سرحان(تـ.543هـ) تأليفه في الفرائض، وسمع عليه رسالة القلم والدينار لابن ماكولا(تـ. 475هـ) وغير ذلك، ولقيبغرناطة محدّث الأندلس الإمام الحافظ ابن بشكوال(تـ.578هـ)، والإمام الحافظ أبا زيد السهيلي(تـ.581هـ) بمالقة.
وروى عن المترجَم الكثير من الأعلام منهم الشيخ أبو الحسن الغافقي(تـ.649هـ) وأبو عبد الله بن جوبر البلنسي، وأبو العباس ابن فرتون(تـ.660هـ)، واستجازه الناس من أقاصي البلاد رغبة فيه وتنافسا في علو روايته.
أثنى عليه ابن الأبار فقال: «وكان متصل العناية بالرواية ولقاء الشيوخ والإكثار من حمل الرواية، بصيرا بالحديث، محافظا على تقييده وضبطه مع جلالة القدر ونباهة السلف ورفع الشأن في بلده...».
وكان بحوزة أبي القاسم ابن الملجوم العديد من الدواوين والدفاتر التي اقتناها أو ورثها عن أبيه، كما ترك برنامجا يشمل الشيوخ الذين لقيهم وأخذ عنهم، اعتمده العلماء في مؤلفاتهم كابن الأبار في التكملة، وصرح بذلك ابن الزبير الغرناطي في صلة الصلة فقال: «وقد اعتمدته في جماعة ممن ذكرت في هذا الكتاب»، وكذلك ابن عبد الملك في ترجمة يحيى بن محمد بن يحيى بن سعيد الفهري.
ولبّى أبو القاسم ابن الملجوم نداء ربّه في شهر ربيع الثاني سنة (604هـ) وفق أغلب المصادر، وقد أشرف على الثمانين من عمره، فيما ذكر ابن الأبار أن وفاته كانت سنة 603ه.